# Schneekrabbe
Die Schneekrabbe (Chionoecetes opilio), auch Kurzschwanzkrebs, Nordische Eismeerkrabbe oder Arktische Seespinne genannt, ist ein überwiegend auf den Lockersedimenten des Kontinentalschelfs lebender Krebs, der vorwiegend im nordwestlichen Atlantik und nordpazifischen Ozean vorkommt.
Im Lebensmittelhandel zählt sie zu den Krustentieren.

## Merkmale
Die Oberseite der Schneekrabbe hat eine rötliche bis bräunliche, die Unterseite eine weißlich-gelbe Färbung. Der mit flachen, raspel-ähnlichen Tuberkeln besetzte Carapax (Rückenpanzer) ist durch Kalkeinlagerungen hart und fast so breit wie lang. Das Rostrum ist kurz und breit, mit zwei flachspitzen, durch eine Lücke getrennten „Hörnern“. Die Carapaxbreite (CW) männlicher Tiere erreicht bis zu 150 mm, die weiblicher Tiere bis zu 90 mm. Männliche Tiere erreichen ein Gewicht von bis zu 1,35 kg und eine Beinspannweite von bis zu 90 cm, weibliche knapp 0,5 kg bzw. bis 38 cm. Neben Größe und Gewicht unterscheiden sich die Geschlechter durch größere Scheren und ein dreieckig geformtes Abdomen der Männchen, während bei den Weibchen die Scheren kleiner sind und das Abdomen eine eher runde Form hat. Bei beiden Geschlechtern besteht das Abdomen aus sieben verschiedenen Segmenten.
Die Scherenbeine sind seitlich etwas abgeflacht, ihre inneren, äußeren und unteren Ränder mit scharfen Granulen. Scherenhand und Carpus sind nicht abgeflacht, ihre obere, untere und äußere Seite ist mir scharfen Stacheln besetzt. Die Finger sind länger als die Scherenhand, sehr schlank und über ihre gesamte Länge gezähnt. Nahe der Basis des beweglichen Fingers befindet sich ein breiter Zahn. Die nächsten drei Beine sind seitlich abgeflacht, mit langem Merus und deutlich länger als die Scheren. Die beiden vorderen sind etwa gleich lang, die dritten etwas kürzer und die letzten sehr klein. Die Seiten der Füße glänzen weiß.
Die im pazifischen Verbreitungsgebiet der Schneekrabbe vorkommende Art Chionoecetes bairdi unterscheidet sich von der Schneekrabbe durch den Carapax, der bei Chionoecetes bairdi breiter als lang ist.

## Verbreitung
Das ursprünglich bekannte Verbreitungsgebiet der Schneekrabbe umfasst den westlichen Atlantik von Grönland über Neufundland bis zum Golf von Maine und den Nordpazifik vom arktischen Alaska nach Westen bis zum nördlichen Sibirien und nach Süden durch die Beringstraße bis zu den Aleuten, Kamtschatka, Ochotsk, Japan und Korea.
1996 wurden erste Exemplare der Schneekrabbe auch in der Barentssee gefunden, 2003 bei Norwegen. Studien zeigen, dass juvenile und adulte Tiere beiderlei Geschlechts sowie eiertragende Weibchen in der norwegischen und russischen ausschließlichen Wirtschaftszone vorkommen, so dass die Art als in der Barentssee etabliert angesehen werden kann.

## Lebensraum und Lebensweise
Die Schneekrabbe ist ein benthischer Bewohner der Schelfregionen und der oberen Kontinentalhänge. Sie lebt auf sandigen und schlammigen Böden in Tiefen von 20 bis 1200 m, atlantische Bestände am häufigsten in Tiefen von 70 bis 280 m. Als subarktischer Kaltwasserbewohner kommt die Schneekrabbe hauptsächlich bei Temperaturen von 0 °C bis 5 °C, im Sankt-Lorenz-Golf von −1 °C bis 2 °C vor.
Männchen und Weibchen verbringen die meiste Zeit des Jahres getrennt, Männchen auf schlammigem Untergrund in tieferem Wasser, Weibchen auf sandig-kiesigem oder steinigem Boden in seichterem Wasser. Schneekrabben sind hoch reproduktiv. Die meisten Weibchen erreichen die Geschlechtsreife mit einer Carapaxbreite von 40 bis 75 mm (im Alter von vier bis sechs Jahren oder zwischen acht und 10 Häutungen) und tragen jedes Jahr, je nach Größe, 12.000 bis 160.000 Eier unter dem Abdomen. Die Tragezeit der Eier hängt von der Wassertemperatur ab, die Larven schlüpfen nach einem oder zwei Jahren.
Schneekrabben ernähren sich von benthisch lebenden Wirbellosen wie Krebstieren, Muscheln, Schlangensternen, Vielborstern (z. B. Federwürmer) und Fischen. Junge Exemplare nehmen Phytobenthos und Foraminiferen auf. Nach einer Untersuchung an Schneekrabben vom nordöstlichen Neufundland-Schelf gehören Garnelen, z. B. aus der Gattung Pandalus, häufiger zur Beute der Weibchen, während Fische (vorwiegend Lodde) häufiger zur Beute der Männchen gehören. Auch Kannibalismus an kleineren Schneekrabben kommt vor, häufiger durch weibliche Tiere.

## Taxonomie und Systematik
Die Schneekrabbe wurde von Otto Fabricius ursprünglich als Cancer opilio der Gattung Cancer zugeordnet und von Krøyer 1838 als einzige Art und damit als Typspezies in die Gattung Chionoecetes überführt. 1924 wurde von Mary J. Rathbun die Unterart Chionoecetes opilio elongatus beschrieben, die inzwischen als eigene Art Chionoecetes elongatus angesehen wird.

## Fang und Nutzung

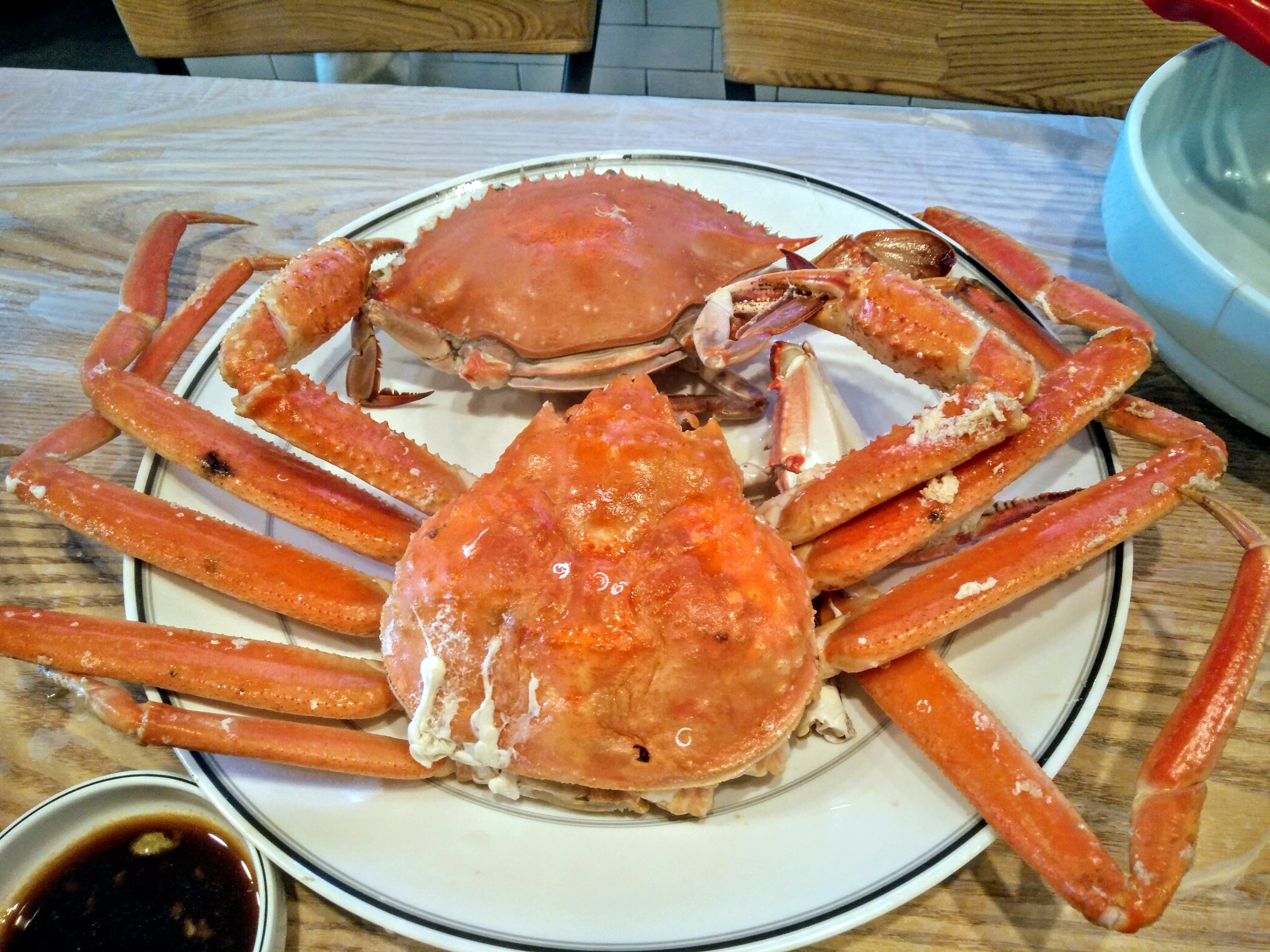
Gekochte Schneekrabbe

Der kommerzielle Fang von Schneekrabben begann in Kanada Mitte der 1960er Jahre. Ursprünglich Beifang bei der Schleppnetzfischerei (analog zur Krabbenfischerei), werden Schneekrabben heute in reusenartigen Fallen gefangen, die von Schiffen ausgebracht und später wieder eingesammelt werden. Die Tiere sind auf dem Meeresboden immer auf der Suche nach Verstecken und klettern deshalb gern in die Fallen. Nur männliche Tiere mit einer Carapaxbreite über 9,5 cm dürfen zu Nahrungszwecken gesammelt werden. 2007 wurden aus den atlantischen Fanggebieten Kanadas 90.000 Tonnen Schneekrabben angelandet.
Bei der Gewinnung des Krebsfleisches bleiben nach dem Krabbenpulen große Schalenmengen übrig, die meist als Fischereiabfall direkt im Meer entsorgt werden. Sie können aber zur Gewinnung von Chitin und Carotinoiden verwertet werden.
2022 untersagte das Alaska Department of Fish and Game erstmals den kommerziellen Fang von Schneekrabben in der Beringsee für die Saison 2022/23. Grund hierfür war der starke Rückgang der Population. Sie schrumpfte von rund acht Milliarden im Jahr 2018 auf eine Milliarde Tiere im Jahr 2021. Die Ursachen liegen in der Überfischung sowie den gestiegenen Wassertemperaturen in Folge des menschengemachten Klimawandels. Die Absage der Krabbenfischerei hat erhebliche Auswirkungen auf Fischer, Industrie und Gemeinden.